# Luis Alberto González (Radsportler)
Luis Alberto González Gallego (* 27. Juli 1965 in Palestina) ist ein ehemaliger kolumbianischer Radrennfahrer und nationaler Meister im Radsport.

## Sportliche Laufbahn
González war im Straßenradsport aktiv. Von 1987 bis 1997 war er Berufsfahrer. 1987 siegte er in der Vuelta al Valle del Cauca, 1989 in der Vuelta a Boyacá. 1992 (vor Claudio Chiapucci) und 1993 (vor Jair Humberto Bernal) gewann er die Gesamtwertung des Etappenrennens Clásico RCN.
1992 war er im Caracol de Montaña und im Triple Sanyo Contra Reloj erfolgreich. 1994 gewann er die nationalen Titel im Straßenrennen und im Einzelzeitfahren. In der Vuelta a Colombia gelangen im 1986, 1987, 1989, 1994, 1995 und 1996 jeweils Etappensiege. Weitere Etappen gewann er im Clásico RCN 1988, im Grand Prix Guillaume Tell 1989, in der Clasica de Boyacá 1992 und in der Mexiko-Rundfahrt 1994. 1992 und 1996 kam er in der Vuelta a Colombia auf den 3. Platz. 
Die Vuelta a España bestritt er dreimal. 1988, 1990 und 1993 kam er jeweils nicht ins Ziel.